# Mampir (Buyasari)
Mampir is een bestuurslaag in het regentschap Lembata van de provincie Oost-Nusa Tenggara, Indonesië. Mampir telt 1289 inwoners (volkstelling 2010).